# دانيال ن. روبنسون
دانيال ن. روبنسون (بالإنجليزية: Daniel N. Robinson)‏ هو فيلسوف أمريكي، ولد في 9 مارس 1937، وتوفي في 17 سبتمبر 2018 بسبب قصور القلب.

## وصلات خارجية
- دانيال ن. روبنسون على موقع ميوزك برينز (الإنجليزية)